# Friedrich Leopold von Geßler

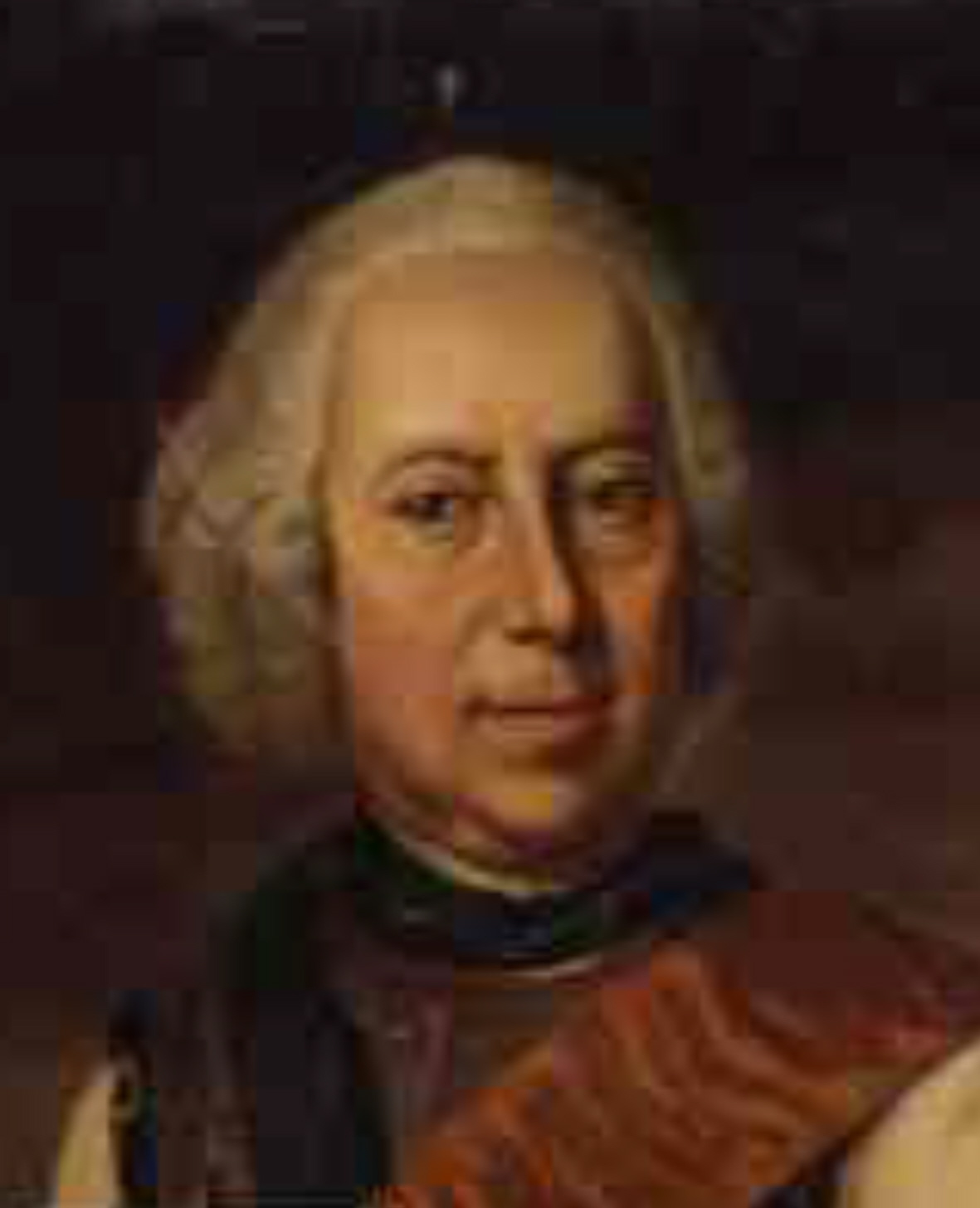
Friedrich Leopold von Geßler

Friedrich Leopold Graf von Geßler (* 24. Juni 1688 in Jodschen, untergangener Ort im Landkreis Gumbinnen; † 22. August 1762 in Brieg) war ein preußischer Generalfeldmarschall und Reitergeneral Friedrichs des Großen.

## Leben
Seine Vorfahren waren um 1618 aus Schwaben in Vorpommern eingewandert. Er war der Sohn von Konrad Ernst von Geßler und dessen Frau Gertraut von Gattenhofen. Sein Vater war Oberst der Kavallerie und Erbherr auf Schwägerau, Landkreis Insterburg.
Friedrich Leopold von Geßler trat 1703 beim Holsteinischen Infanterieregiment in Königsberg ein und wurde am 6. Juni 1703 Fähnrich. Er kämpfte zunächst unter Leopold von Dessau im Spanischen Erbfolgekrieg. Danach stand er etwa zehn Jahre im Dienste des Kaisers, kehrte aber 1713 zum preußischen Heer zurück: 1713 Rittmeister im Regiment Pannwitz zu Pferde; 21. Januar 1714 Major und Versetzung in ein Dragonerregiment; 1. Mai 1720 Oberstleutnant, 16. August 1726 Kommandeur des Regiments Schulenburg Grenadiere zu Pferde; 21. September 1729 Oberst, 3. Mai 1733 Chef des Kürassierregiments Nr. 4; 14. Juli 1739 Generalmajor; 17. Mai 1742 Generalleutnant.
Geßler zeichnete sich besonders in den Schlachten im ersten Schlesischen Krieg aus, so in der bei Mollwitz und der bei Chotusitz. In der Schlacht bei Chotusitz am 17. Mai 1742 kommandierte Geßler das erste Treffen der Kavallerie des linken Flügels unter Wilhelm Dietrich von Buddenbrock. Nach der letztgenannten Schlacht wurde er zum Generalleutnant befördert und erhielt den Orden vom Schwarzen Adler.
Geßlers Ritt in der Schlacht bei Hohenfriedberg im zweiten Schlesischen Krieg mit den Dragonern des Regiments Bayreuth, wobei er 67 Fahnen eroberte, wurde lange Zeit als der glänzendste, verwegenste und erfolgreichste Angriff in der Geschichte der preußischen Kavallerie betrachtet. Geßler führte in der Schlacht bei Kesselsdorf am 15. Dezember 1745 die Kavallerie des rechten Flügels. Für seine Verdienste wurde er am 11. Juni 1745 in den preußischen Grafenstand erhoben.
Am 26. Mai 1747 wurde Geßler zum General der Kavallerie und am 21. Dezember 1751 zum Generalfeldmarschall befördert. Die letzte Schlacht, an der er teilnahm, war die bei Lobositz am 1. Oktober 1756. Geßler reichte 1757 wegen des fortschreitenden Schwindens seiner Körperkräfte den Abschied ein, erhielt diesen aber erst am 10. Januar 1758.
In den Johanniterorden wurde Friedrich Leopold Graf von Geßler im Jahr 1735 nach Nachweis von 16 Ahnentafeln aufgenommen. Geßler besaß drei Güter in Schlesien, seine vormaligen Besitztümer in Ostpreußen hatte er verkauft. Er war mit Eleonore Gräfin von Seeguth-Stanisławsky verheiratet und hatte mit ihr zwölf Kinder.
Geßler starb am Abend des 22. August 1762 in Brieg, wo er auch begraben liegt. Das Grabmonument in der Nikolaikirche nach dem Entwurf von Langhans wurde im Jahr 1790 gestiftet.

## Familie
Er war mit Anna Eleonore Gräfin von Seeguth-Stanisławski (* 30. Dezember 1695; † 14. Juli 1774), einer Schwester von Albrecht Siegmund von Seeguth-Stanisławski verheiratet. Das Paar hatte folgende Kinder:
- Albertine Luise Gertrud (* 1719; ?) ⚭ Philipp Wilhelm von Grumbkow (* 23. Juni 1711; † 21. September 1778)
- Georg Ludwig Konrad (* 3. Mai 1721; † 27. Juli 1761), Militär ⚭ Juliane Elisabeth von Liedlau und Ellguth (* 15. Dezember 1722; † 7. Februar 1794) (Sie heiratete später Michael Konstantin von Zaremba.)
- Eleonore Margarethe Charlotte (* 19. Juli 1722; † 12. Januar 1801) ⚭ 24. August 1746 Otto Ludwig von Hirsch (1700–1780)
- Sophie Charlotte (* 1723; † 10. Januar 1776)

⚭ Wulf von Natzmer († 29. März 1759)
⚭ Graf Orowsky († 9. September 1775)
- Wilhelm Leopold (* 18. Dezember 1724; † 8. Juli 1794), Militär ⚭ Karoline von Poppe († 3. Dezember 1786)
- August Bernhard (* 1. Juli 1727; † 17. Mai 1772), Kriegs- und Domänenrat
- Anna Adelheid (* 11. Juli 1729; † 22. August 1795) ⚭ 1755 Abraham Friedrich von Buddenbrock (* 1702; † 30. August 1757 in Gross-Jägerndorf)

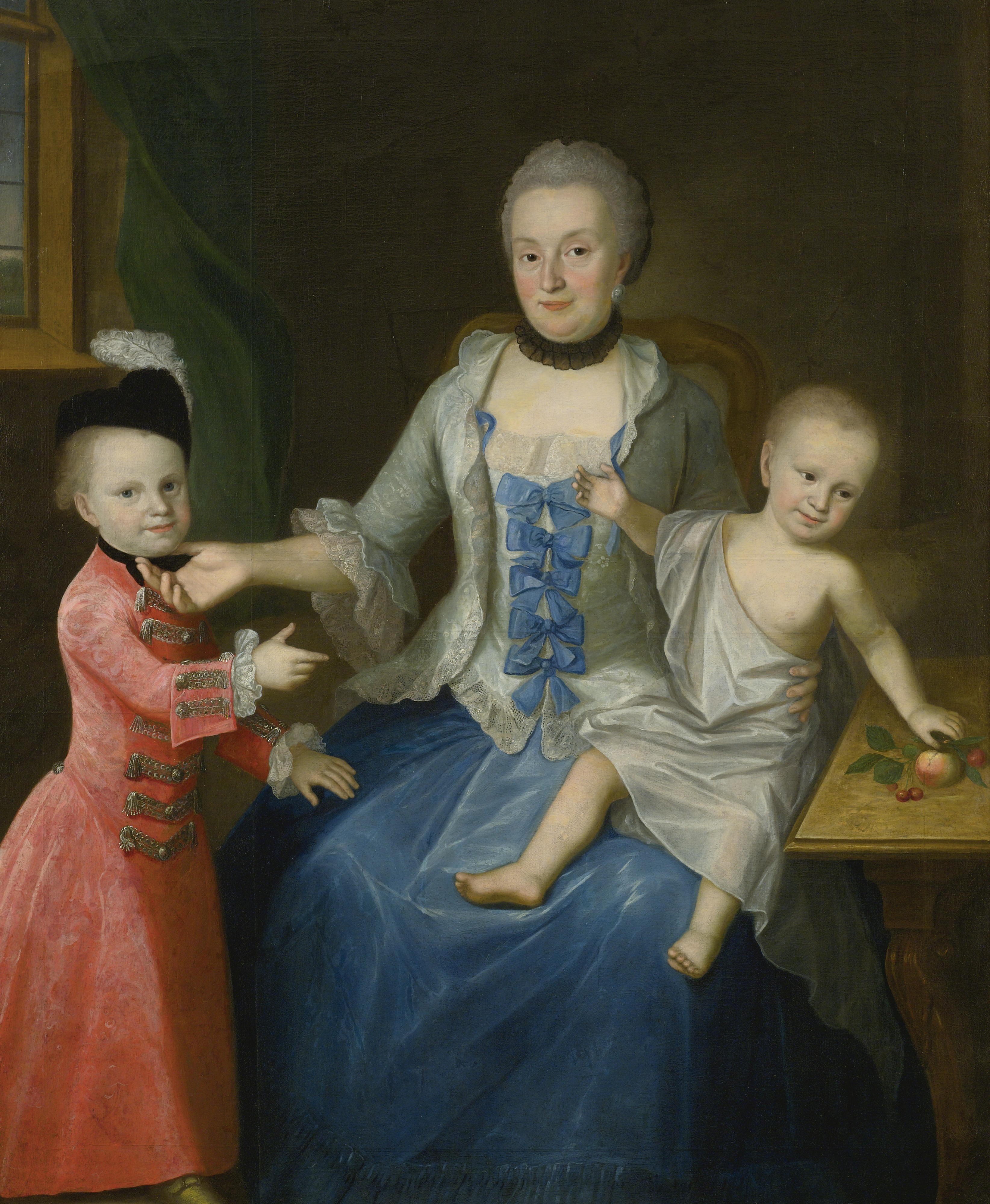
Friederike Adolphine mit ihren beiden Söhnen

- Beate Henriette (* 1730; † 4. März 1768)

⚭ NN von Kreyzen, Hauptmann
⚭ 1753 Wilhelm Heinrich von der Tanne (* 13. Februar 1710; † 22. März 1790)
- Friederike Adolphine (1731–?) ⚭ 16. Juli 1750 Graf Johann Kasimir von Schlieben (1714–1788)
- Marie Gottliebe (1734–1754) ⚭ Major Leopold von Kleist (* 29. Januar 1719; † 1787)
- Friedrich Sigmund (* 22. Juli 1735; † 20. Juni 1803), Offizier ⚭ Friederike Henriette Franziska von Boyen (* 21. Februar 1759; † 10. April 1820)
- Friedrich (1736–1799)